# 馬帕努埃佩湖
14°58′55″N 120°17′40″E / 14.98194°N 120.29444°E

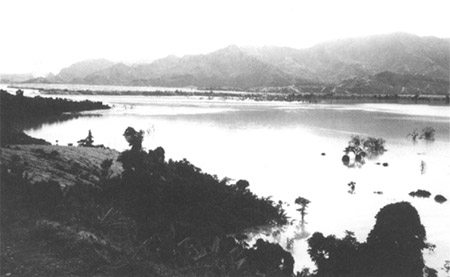

馬帕努埃佩湖是菲律賓的湖泊，由三描禮士省負責管轄，長4.1公里、寬2.5公里，面積6.48平方公里，海拔高度129米，最大水深25米，湖岸線長度33公里，該湖在1991年皮納圖博火山噴發時形成。